# Section de recherches
Section de recherches (en español, Unidad de Investigación) es una serie televisiva francesa que comenzó su emisión en TF1 el 11 de mayo de 2006. En Bélgica, la serie fue emitida en La Une en 2013.

## Resumen
La Unidad de Investigación es una unidad especial de la Nacional Gendarmerie, responsable de los casos más complejos. En Burdeos (de 2006 a 2013) y luego en Niza (desde 2014), investiga secuestros, desapariciones, delitos sexuales. etc. En su búsqueda de testigos, el equipo está facultado para extender sus investigaciones allende las fronteras de Francia.

## Desarrollo
Los productores querían marcar diferencias con otras series policíacas francesas (muchas ambientadas en París) y decidieron que se ambientase en Burdeos, para plasmar el trabajo de los gendarmes en las provincias. Además, se inspiraron en series estadounidenses como "Caso Abierto" y "Sin Rastro".
La serie es una de las pocas producciones francesas en ser escritas a la manera americana. Dominique Lanzarote es productor y guionista del programa. El trabajo de los guionistas es en dos talleres para producir dos escenarios a la vez, luego se juntan para trabajar en la misma historia y uno de ellos se ocupa de la secuencia de los hechos y otro de los diálogos antes de recibir la aprobación del productor. La serie es por tanto escrita y rodada con muy poco margen, lo cual es bastante raro para una serie francesa. El presupuesto de un episodio es de 900 000 € a los cuáles CNC añade 100 000 €, el total un millón de euros por episodio.
En 2013, después de la séptima temporada, los productores decidieron hacer muchos cambios. Movieron a la brigada de Burdeos a Niza. Los productores explican que Burdeos no era la mejor zona para filmar al aire libre y hubo problemas con la meteorología. Lo cual esperaban mejorar en los Alpes-Marítimos.
En la décima temporada el productor Dominique Lanzarote dejó su puesto a Marie Guilmineau (Los Hombres de Sombra).
En el 2013, el cambio de ambientación desde Burdeos a Niza supuso muchos cambios en el reparto. Con la excepción de Xavier Deluc, Chrystelle Labaude y Manon Azem, el resto de actores (Jean-Pascal Lacoste, Virginia Caliari y Olivia Lanzarote) fueron sustituidos por personajes nuevos: Franck Sémonin como el Lugarteniente Lucas Auriol y Julie Fournier como la lugarteniente Roxane Janin. Otras incorporaciones fueron Stéphane Soo Mongo como Agente Alexandre Sainte-Rose y Félicité Chaton como Agente Victoire Cabral. Manon Azem regresó en el quinto episodio.

## Reparto
| Personaje             | Actor               | Rol           | Temporadas | Temporadas | Temporadas | Temporadas | Temporadas | Temporadas | Temporadas | Temporadas | Temporadas | Temporadas | Temporadas | Temporadas | Temporadas |
| Personaje             | Actor               | Rol           | 1          | 2          | 3          | 4          | 5          | 6          | 7          | 8          | 9          | 10         | 11         | 12         | 13         |
| --------------------- | ------------------- | ------------- | ---------- | ---------- | ---------- | ---------- | ---------- | ---------- | ---------- | ---------- | ---------- | ---------- | ---------- | ---------- | ---------- |
| Martin Bernier        | Xavier Deluc        | Mayor         | Fijo       | Fijo       | Fijo       | Fijo       | Fijo       | Fijo       | Fijo       | Fijo       | Fijo       | Fijo       | Fijo       | Fijo       | Fijo       |
| Matilde Delmas        | Virginia Caliari    | Sargento      | Fijo       | Fijo       | Fijo       | Fijo       | Fijo       | Fijo       | Fijo       |            |            |            |            |            |            |
| Enzo Ghemara          | Kamel Belghazi      | Capitán       | Fijo       | Fijo       | Fijo       | Fijo       | Fijo       | Fijo       | Fijo       |            |            |            |            |            |            |
| Nadia Angeli          | Chrystelle Labaude  | Capitán       | Fijo       | Fijo       | Fijo       | Fijo       | Fijo       | Fijo       | Fijo       | Fijo       | Fijo       | Fijo       | Fijo       |            |            |
| Léon                  | Julien Courbey      |               | Fijo       | Fijo       |            |            |            |            |            |            |            |            |            |            |            |
| Claire Linsky         | Linda Hardy         | Sargento jefe |            |            | Fijo       | Fijo       |            |            |            |            |            |            |            |            |            |
| Luc Irrandonéa        | Jean-Pascal Lacoste | Oficial       | Recurrente | Recurrente | Recurrente | Fijo       | Fijo       | Fijo       | Fijo       |            |            |            |            |            |            |
| Fanny Caradec         | Félicité Du Jeu     | Sargento      |            |            |            |            | Fijo       | Fijo       | Fijo       |            |            |            |            |            |            |
| Alain Berger          | Bernard Montiel     | Fiscal        |            |            |            |            | Fijo       | Fijo       | Fijo       |            |            |            |            |            |            |
| Nathalie Charlieu     | Olivia Lancelot     | Teniente      | Recurrente | Recurrente | Recurrente | Recurrente | Recurrente | Fijo       |            |            |            |            |            |            |            |
| Marc-Olivier Delcroix | Vincent Primault    | Oficial       |            |            |            |            | Recurrente | Recurrente | Fijo       | Invitado   | Invitado   |            |            |            |            |
| Sara Casanova         | Manon Azem          | Sargento      |            |            |            |            |            |            | Recurrente | Fijo       | Fijo       | Fijo       | Fijo       | Invitado   | Invitado   |
| Roxane Janin          | Julie Fournier      | Teniente      |            |            |            |            |            |            |            | Fijo       | Fijo       |            |            |            |            |
| Lucas Auriol          | Franck Sémonin      | Teniente      |            |            |            |            |            |            |            |            | Fijo       | Fijo       | Fijo       | Fijo       | Fijo       |
| Alexandre Sainte-Rose | Stéphane Soo Mongo  | Sargento      |            |            |            |            |            |            |            |            | Fijo       | Fijo       | Fijo       | Fijo       | Fijo       |
| Victory Cabral        | Felicite Chaton     | Sargento      |            |            |            |            |            |            |            |            | Fijo       | Fijo       | Fijo       | Fijo       | Fijo       |
| Juliette Delage       | Julie Bernard       | Teniente      |            |            |            |            |            |            |            |            | Fijo       |            |            |            |            |
| Camille Chatenet      | Raphaël Bouchard    | Teniente      |            |            |            |            |            |            |            |            |            | Fijo       | Fijo       | Fijo       |            |
| Sophie Walle          | Marine Sainsily     | Sargento      |            |            |            |            |            |            |            |            |            |            |            | Fijo       |            |
| Ariel Grimaud         | Élise Tielrooy      | Capitán       |            |            |            |            |            |            |            |            |            |            |            | Fijo       | Fijo       |
| Rose Orsini           | Honorine Magnier    | Sargento      |            |            |            |            |            |            |            |            |            |            |            | Fijo       | Fijo       |

## Episodios
Para las primeras siete temporadas la acción era en Burdeos y de la 8 en adelante, Niza.
| Serie | Serie | Episodios | Emitidos                 | Emitidos                 |
| Serie | Serie | Episodios | Inicio                   | Final                    |
| ----- | ----- | --------- | ------------------------ | ------------------------ |
|       | 1     | 4         | 11 de mayo de 2006       | 18 de mayo de 2006       |
|       | 2     | 8         | 6 de septiembre de 2007  | 28 de septiembre de 2007 |
|       | 3     | 10        | 20 de noviembre de 2008  | 29 de enero de 2009      |
|       | 4     | 14        | 10 de septiembre de 2009 | 11 de marzo de 2010      |
|       | 5     | 14        | 10 de marzo de 2011      | 28 de abril de 2011      |
|       | 6     | 10        | 26 de abril de 2012      | 24 de mayo de 2012       |
|       | 7     | 16        | 28 de febrero de 2013    | 18 de abril de 2013      |
|       | 8     | 12        | 27 de febrero de 2014    | 3 de abril de 2014       |
|       | 9     | 12        | 5 de febrero de 2015     | 19 de marzo de 2015      |
|       | 10    | 13        | 28 de enero de 2016      | 31 de marzo de 2016      |
|       | 11    | 14        | 5 de enero de 2017       | 13 de abril de 2017      |
|       | 12    | 14        | 1 de marzo de 2018       | 26 de abril de 2018      |
|       | 13    | 14        | 7 de marzo de 2019       | 2 de mayo de 2019        |

## Rodaje
La filmación de las primeras seis estaciones tuvo lugar en Burdeos y en Aquitania para los exteriores y en París para los interiores.
La filmación del episodio final de la quinta estación en la isla de La Réunion duró 24 días.
Desde la octava estación la serie se rueda en Niza, la producción ha instalado sus estudios en una vieja fábrica de perfumería en Grasse (Alpes-Marítimos).